# 女の叫び (1911年の映画)
『女の叫び』（おんなのさけび、英: The Lonedale Operator）は1911年に公開されたアメリカ合衆国のサイレント短編映画。D・W・グリフィス監督、マック・セネット脚本、ブランチ・スウィート主演、バイオグラフ社 (Biograph Company) より配給された。

## あらすじ
互いに憎からず思っている鉄道機関士に送られて、1人の若い女性が徒歩でローンデール駅に到着した。通信室に勤める電信技師の父が体調を崩し、娘である彼女が替わりを務めることになったのである。汽車を運転して遠ざかっていく機関士を見送り仕事に取り掛かる。連絡通り鉱山会社のオフィスから汽車で届いた従業員の給与を受け取ると、これを狙う2人組の浮浪者が様子を窺っていた。既に陽は落ちかけて事務所には彼女1人しかいなかった。窓から不審者が近付いて来るのを見た娘は、慌てて駅舎と部屋の鍵をかけ、助けを呼ぶ電報を叩き終わると恐怖のあまり失神した。2人組は駅舎のドアを打ち破ろうとする。娘が正気に返ると駅舎のドアが破られ、通信室のドアに2人組が押し寄せようとしていた。娘は咄嗟に現金袋を隠し、机からレンチを取り上げ部屋の灯りを消した。遂に最後の扉が破られて2人組が侵入してきたが、娘はレンチを拳銃に見せかけて2人組をけん制して時間を稼いだ。そして漸く救援の機関士たちが到着して2人組は取り押さえられた。拳銃と思ったのがレンチに過ぎなかったと知ると、2人組は脱力し文字通り娘に脱帽した。直前までの緊張感とは打って変わり、コミカル・ロマンティックな雰囲気のうちに終幕を迎える。

## キャスト
- 電信技師の娘: ブランチ・スウィート
- 電信技師: ジョージ・ニコルズ（英語版）
- 鉄道機関士: フランシス・J・グランドン（英語版）
- 浮浪者: ジョゼフ・グレイビル（英語版）
- 浮浪者: デル・ヘンダーソン（英語版）

## 特記事項
当時の1つの場所だけで撮影されていた大部分の映画と異なり、『女の叫び』は通信室内部、外の犯人、救出に向かう人々を交互に繋いでいる。1911年の観衆はこのような編集に慣れていなかったが、電報の使用が場面間のクロスカッティングの手法を理解する助けとなった。ラスト近くの娘が銃に見せかけたレンチのクローズアップの使用も特筆される。公開当時はクローズアップの使用は未だ稀であった。

## 現況
映画のプリントがニューヨーク近代美術館の映画書庫に現存している。2005年、オッフェンブルグ工科大学の学生がクロマキーとデジタル的な背景追加により『女の叫び』をリメイクした。
全米映画保存基金が活動の一環として発売しているDVDシリーズ『Treasures from American Film Archives』の第1弾（2000年）「Disc2」に収録されている（ASIN B00004Y2QQ / EAN 0014381970623）。